# Le Roman de la momie (film)
Pour les articles homonymes, voir La Momie.
Pour plus de détails, voir Fiche technique et Distribution.
Le Roman de la momie est un film français réalisé par Albert Capellani et Henri Desfontaines, sorti en 1911.
Le film est une adaptation du roman éponyme de Théophile Gautier.

## Synopsis
Un riche anglais, Lord Evandale, ayant découvert dans une nécropole de Thèbes, une momie de femme admirablement conservée, s'absorbe si profondément dans sa contemplation qu'il en arrive à revoir en rêve la vie romanesque de la belle Égyptienne. Lui-même, incarnant le personnage du poète Poëri, s'éprend éperdument de l'idole que son cerveau a créée. Elle se nomme Tahoser, et sa réputation de beauté l'a fait mander auprès du Pharaon. Celui-ci, charmé, veut la retenir en son palais.
Mais la captive s'enfuit pour retrouver Poëri, sans l'amour duquel elle ne peut vivre. Cependant, Moïse, le législateur des Hébreux, au prix de la liberté de son peuple, livre au Pharaon le secret de la retraite de la fugitive.
La pauvre Tahoser va tomber de nouveau au pouvoir du souverain, quand celui-ci, regrettant la parole donnée et parti à la poursuite des Hébreux, succombe pendant l'expédition.
Tahoser, qui a reçu avant le départ du monarque le lotus d'or, emblème de la royauté, devient reine d'Égypte. Mais elle ne peut oublier le poète Poëri, et meurt de désespoir, terrassée par le destin qui la sépare à jamais de celui qu'elle aime.
À ce moment, le rêve se dissipe, mais non le souvenir, et lord Evandale, le cœur plein de son amour d'outre-tombe, décide d'en finir avec une vie qui lui est désormais à charge. Il porte son revolver à sa tempe lorsque lord Glover, un vieil ami de la famille, entre avec sa fille Ellen, image vivante de l'Égyptienne Tahoser.
Lord Evandale, surpris et charmé, consent à oublier sa chimère pour épouser celle qui en sera pour lui la délicieuse incarnation.
(Bulletin Hebdomadaire Pathé Frères, n°3, 1911) 

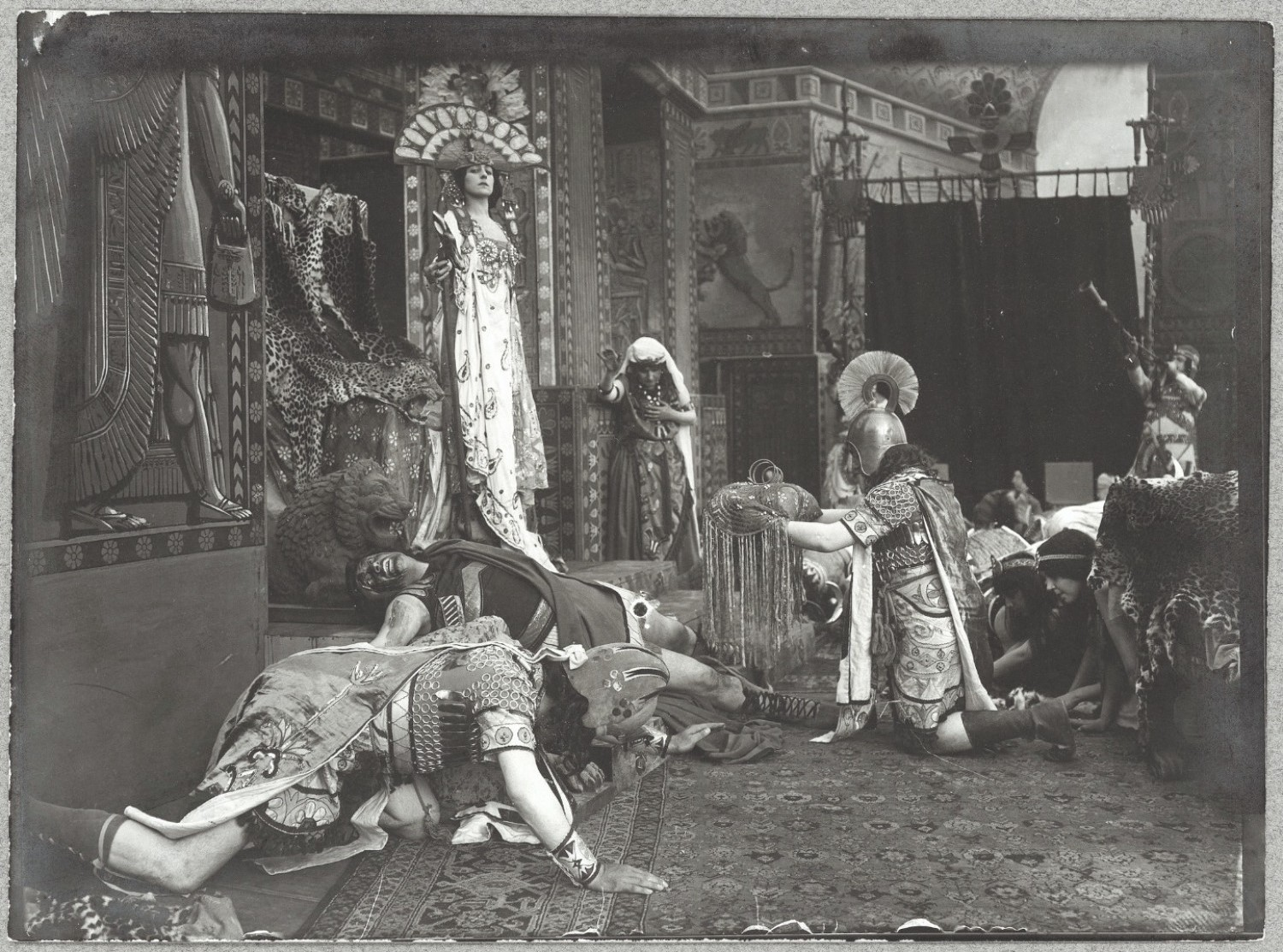
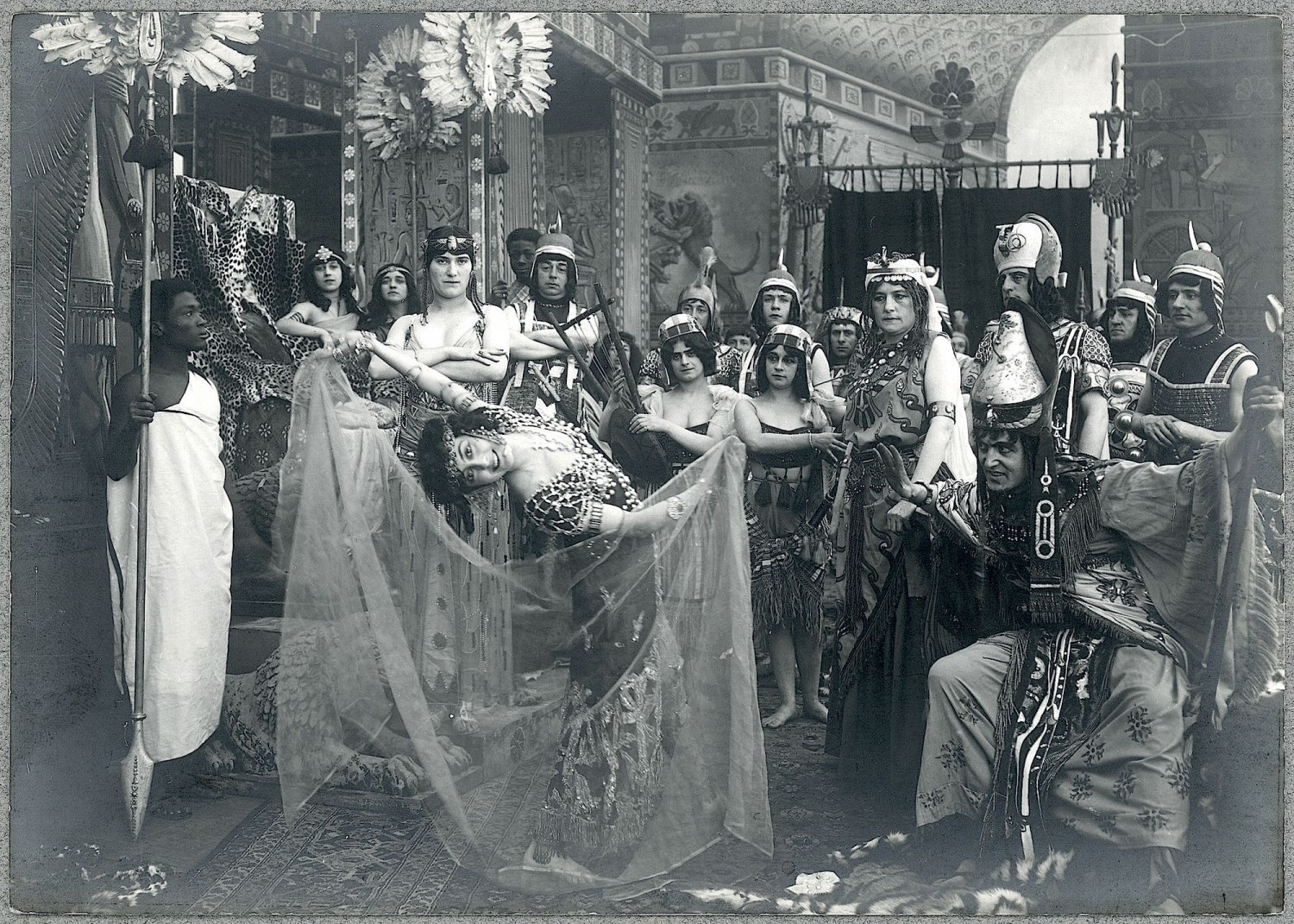

## Fiche technique
- Titre : Le Roman de la momie[2],[3]
- Titre alternatif : La Momie[4]

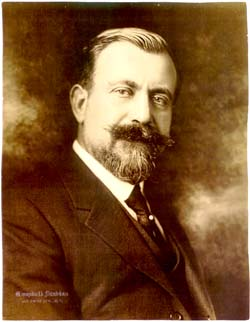
Albert Capellani, coréalisateur du film

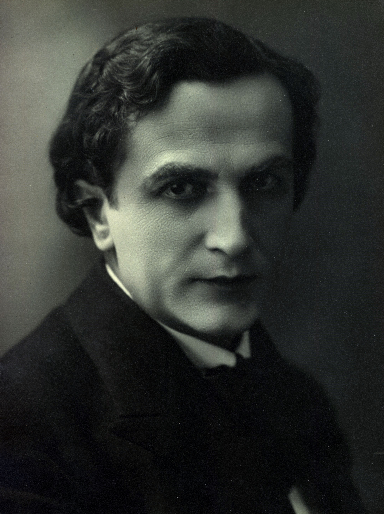
Romuald Joubé joue le pharaon

- Réalisation : Albert Capellani et Henri Desfontaines[4]
- Scénario : Théo Bergerat, d'après Le Roman de la momie de Théophile Gautier[2]
- Société de production : Société cinématographique des auteurs et gens de lettres (S.C.A.G.L.)
- Société de distribution : Pathé Frères[5]
- Pays de production :  France
- Durée : 250 mètres, dont 199 coloriés au pochoir[2]
- Format : Noir et blanc - Film muet - 1,33:1 - Format 35 mm
- Date de sortie : France : 24 février 1911 à Paris[2]

## Distribution
- Paul Franck[3] : Lord Evandale[2]
- Jeanne Grumbach[4]
- Romuald Joubé : le pharaon[2] Ramsès[3]
- Jeanne Brindeau[2],[3]
- Jeanne Dirys[6]
- Louis Ravet[2],[3]
- Théodore Thalès dit le mime Thalès[2],[3]
- Robert Tourneur[6]
- Mme California[3] : la momie[2]
- Gaston Sainrat[6]
- Jean Guitry[6]

## Production
- Le tournage du film se déroula du 14 au 21 septembre 1910.